# ロバート・フィーンストラ
ロバート・クリストファー・フィーンストラ (Robert Christopher Feenstra、1956年生まれ)は、カナダ系アメリカ人の経済学者。カリフォルニア大学デービス校のC.ブライアン・キャメロン国際経済学冠教授。フィンストラと記述されることもある。

## 経歴
1956年にカナダのバンクーバーに生まれる。ブリティッシュコロンビア大学で学び、1977年に経済学部を首席で卒業し人文学部からメダルを授与された。その後マサチューセッツ工科大学の博士課程に進学し、1981年に博士号を授与された。卒業後すぐにシカゴ大学でポスドクとして採用されアカデミアでのキャリアをスタートさせた。
その後コロンビア大学で5年間教壇に立ち、1986年に准教授としてカリフォルニア大学デービス校に着任する。1990年に教授、2006年にはC.ブライアン・キャメロン国際経済学冠教授となる。1990年から1995年までカリフォルニア大学デービス校経済学部の学部長を務め、社会科学部の学術部門の副学部長となり、2017年から2019年には社会科学部の副学部長となる。1992年に全米経済研究所の国際貿易・投資部門の部門長となり、2016年まで務めた。全米経済研究所のリサーチフェローでもある。
2006年にはドイツのクリスティアン・アルブレヒト大学キールのキール世界経済研究所からベンハード・ハルムズ賞を受賞した。世界中の大学・研究所から講演を依頼され、2017年にはEconometric Societyのフェローに選任された。1987年から1990年までJournal of International Economicsの編集者(co-editor)を務め、1995年から2001年までは同雑誌の編集長(editor)を務めた。また、The Review of Economics and Statistics、American Economic Reviewと American Economic Journal: Economic Policyの編集者も務めていた。
フィーンストラの研究領域は国際貿易の理論分析・実証分析であり、特に価格指数や貿易の利益などの測定に関するものが多い。既に100篇以上の学術論文と6冊の本を執筆している。学部向けの教科書であるInternational Economicsをカリフォルニア大学デービス校の同僚であるアラン・テイラー (経済学者)と共に執筆している。大学院向けの教科書であるAdvanced International Trade: Theory and Evidenceも単著で執筆している。

## 研究内容
フィースントラの研究領域は国際貿易に関する理論分析と実証分析である。価格指数や貿易の利益などの測定に関するものが主である。

### バラエティの利益の推定
独占的競争市場の貿易モデルが予測するバラエティ増加による利益を測定する方法を議論している。これについての研究成果は本にまとめられ、その内容について2007年にコペンハーゲン大学で招待講演を行った。

### オフショアリングと賃金格差
アメリカからメキシコへのオフショアリングによってアメリカとメキシコの両方で賃金格差が拡大したことを示した。研究成果は本にまとめられ、2008年にストックホルム大学での招待講演で発表された。

### ペン・ワールド・テーブルへの貢献
ペン・ワールド・テーブルの制作にも関わった。ペン・ワールド・テーブルは1960年代にペンシルバニア大学の研究者によって始められたプロジェクトであり、フィーンストラは2000年代初めにこのプロジェクトに参加する。プロジェクトの目的は、各国の通貨の購買力の差を考慮して国際比較可能な実質GDPのデータベースを構築することであり、経済学の分野では最も利用されているデータベースの1つである。
2010年代はじめ、フィーンストラはフローニンゲン大学のロバート・インクラーとマーセル・ティマーと共にペン・ワールド・テーブルのアップデートに着手した。フィーンストラは、既にデータベースに所収されていた消費財や投資財の価格に加えて、国際的に取引される財の価格のデータを収めることに尽力した。そして更新された版は2013年にフローニンゲン大学から公開された。バージョン8以降の主なアップデートは以下の3点である。
1. 支出面から計算された実質GDPの他に、生産キャパシティの指標である生産面から測った実質GDPを導入した。
2. 価格の変化について、複数の年を基準年としているため、新しく基準年を導入してもデータの変動が小さく頑健であること。
3. 資本ストックと生産性のデータが再導入されたことである。

### 価格と測定
実質GDPを測定するために価格データの収集をするプロジェクトにも取り組んだ。MITビリオン・プライス・プロジェクトのアルベルト・カバロと共同で複数の国のバーコードデータを集めて実質GDPを推定するプロジェクトに取り組んだ。中国の個々の小売店をまわって携帯のアプリケーションを用いてバーコードレベルの価格データを集め、大都市では小規模の都市に比べて価格が低いことを明らかにした。その要因について、大都市では多くの小売店が市場に参入することから生じるものであると結論付けている。そして、米国ではそのような都市の規模がもたらす競争促進効果が存在しないことも指摘している。

### バラエティの利益と競争促進効果の理論的考察
理論分析でよく用いられる異質的企業の貿易モデルでは「国際貿易がバラエティを増加させる効果」と「貿易の競争促進効果」が存在しないことに疑問を持ち、この不可解な理論的結果を修正する理論を提案した。通常のモデルでは数式を簡素化するために生産性の分布関数に上限が設定されていないが、生産性の上限を設定することでバラエティの増加効果と競争促進効果が異質的企業の貿易モデルでも現れることを示した。この論文は、国際貿易の競争促進効果を測定した、コロンビア大学のデービッド・ワインシュタインとの共同研究から引き継がれた研究でもある。2018年に米国計量経済学会でこれらの研究成果について発表した。

### アーミントン弾力性
アーミントン弾力性を測定する研究にも取り組んだ。そして、品目別の貿易データを用いて、入れ子型CES効用関数（上層に外国財のアグリゲーターと国内財のアグリゲーターのCES関数を仮定し、下層に外国財のバラエティ、自国財のバラエティのそれぞれのCES関数を仮定する）の代替の弾力性を推定した。そして、「外国財のバラエティ同士」は「外国財と国内財」よりも2倍代替性が高いという「2のルール」を確認している。

### チャイナショック
中国が世界貿易機関に加盟して以降、中国から先進国諸国への輸出が急増したこと（チャイナショック）が米国経済に与えた影響を検証した論文を発表した。2019年の論文ではデービッド・オウターらの研究にならって分析を行い、米国からの輸出の米国の製造業への雇用への影響を検証した。また、2018年の論文では国際産業連関表を用いてやはり同様の結果を報告している。2020年の論文では中国からの輸入の増加の米国における製造業の価格指数への影響を推定し、中国からの輸入の増加で価格が低下し消費者の厚生を改善する結果になったことを示している。

## 受賞歴
- 2006 - クリスティアン・アルブレヒト大学キールのキール世界経済研究所（英語版）からベンハード・ハルムズ（英語版）賞
- 2010 - 2013 - カリフォルニア大学デービス校、ハーバート・A・ヤング・ソサイエティ・フェローシップ
- 2007 - ウィーン国際経済学研究所、グローバル経済講義
- 2007 - コペンハーゲン大学、ズーゼン講演
- 2008 - ノッティンガム大学、ノッティンガム国際経済学講義
- 2008 - ストックホルム商科大学、オリーン講義
- 2011 - 対外経済貿易大学、開放経済講義
- 2011 - 北京大学、ヤンフ記念講演
- 2014 - プリンストン大学、フランク D. グレアム記念講義

## 研究業績

### 書籍
- International Trade Price Indexes and Seasonal Commodities. U.S. Dept. of Labor, Bureau of Labor Statistics, Washington, D.C., 1999, with William Alterman and W. Erwin Diewert.
- Advanced International Trade: Theory and Evidence. Princeton University Press, 2004 and 2015. ISBN 9780691161648. 邦訳:『上級国際貿易 理論と実証』(日本評論社, 2021年) (伊藤元重監訳、下井直毅訳) ISBN 978-4-535-55915-8。
- Emergent Economics, Divergent Paths: Economic Organization and International Trade in South Korea and Taiwan. Cambridge University Press, 2006, with Gary G. Hamilton. ISBN 9780511499586
- Product Variety and the Gains from International Trade. MIT Press, 2010. Presented as the Zeuthen Lectures, University of Copenhagen, 2007. ISBN 9780262062800
- International Economics. Worth Publishers, 2008, 2011, 2014, 2017 and 2021, with アラン・テイラー (経済学者)（英語版）. ISBN 9781319218508
- Offshoring in the Global Economy: Theory and Evidence. MIT Press, 2010. Presented as the Ohlin Lectures, University of Stockholm, 2008. ISBN 9780262013833

### 主な学術論文
脚注を参照のこと。